# Ильский
Название «Ильский» в 1869—1906 годах носила станица Дербентская.
И́льский (И́льская) — посёлок городского типа (до 1947 года станица) в Северском районе Краснодарского края России. Административный центр Ильского городского поселения. В состав поселения входит также станица Дербентская.

## История
Станица Ильская была основана раньше всех других населённых пунктов Северского района. 16 июня 1863 года по приказу командующего войсками Кавказской армии сводный эскадрон Северского драгунского полка приступил к возведению станицы, названной Ильская, наименование дано по реке Иль. Уже 27 июня 1863 года появилась первая партия казаков-переселенцев. Эта дата стала считаться днём основания станицы.
Переселенцев было 234 семьи: казаки бывшего Черноморского войска из правобережных станиц Кубанской области (Крыловской, Кущёвской, Стародеревянковской, Новонижнетеблиевской, Елизаветинской и Киляковской), казаки упразднённого Азовского войска, казаки Донского войска и крестьяне Полтавской и Черниговской губерний (40 семей). Чтобы облегчить участь переселенцев, правительство пообещало различные льготы: денежные вознаграждения, земельные участки в потомственную собственность и т. д.
После Октябрьской революции станица Ильская находилась в составе провозглашённой советской Кубанской народной республики, а уже с 16 февраля 1918 года в составе независимой казачьей Кубанской Народной Республики.
24 сентября 2011 в Ильской во дворе Свято-Никольского храма был открыт памятник жертвам Гражданской войны.
Во время Великой Отечественной войны, осенью 1942 года, станица Ильская была оккупирована немецкими войсками. 19 февраля вечером была начата операция по освобождению Ильской. В результате ночных боёв, к утру 20 февраля 1943 года Ильская была освобождена.
14 августа 1947 года по Постановлению Президиума Верховного Совета РСФСР станица Ильская была переименована в рабочий посёлок Ильский. В бытовом обиходе по-прежнему называется станицей Ильской.
У адыгов станица носит название адыг. Бы́рко (название лесной птицы), или адыг. Илэ́ (возможно, сокращённое собственное имя).

## Население
| 1939    | 1959    | 1970    | 1979    | 1989    | 2002    | 2009    |
| ------- | ------- | ------- | ------- | ------- | ------- | ------- |
| 7822    | ↗17 086 | ↗18 177 | ↗18 560 | ↗19 077 | ↗22 323 | ↗23 097 |
| 2010    | 2012    | 2013    | 2014    | 2015    | 2016    | 2017    |
| ↗23 781 | ↗24 036 | ↗24 244 | ↗24 508 | ↗24 831 | ↗24 944 | ↗25 306 |
| 2018    | 2019    | 2020    | 2021    | 2023    |         |         |
| ↗25 502 | ↗25 981 | ↗26 359 | ↘24 932 | ↘24 803 |         |         |

## Достопримечательности
- Одна из самых древних в Восточной Европе палеолитическая стоянка первобытного человека «Ильская-2» — памятник республиканского значения, расположена на левом берегу реки Иль у южной окраины посёлка[26][27][28][29]. Есть сведения о культе черепов зубра у неандертальцев на стоянке Ильская[30].
- Здание церкви, построенной в 1873 году.

## Топографические карты
- Лист карты L-37-114 Ильский. Масштаб: 1 : 100 000. Состояние местности на 1985 год. Издание 1988 г.